# Metopoceras gypsata
Metopoceras gypsata är en fjärilsart som beskrevs av Turati 1922. Metopoceras gypsata ingår i släktet Metopoceras och familjen nattflyn. Inga underarter finns listade i Catalogue of Life.